# خان كندي (مياندوآب)
خان كندي هي قرية في مقاطعة مياندوآب، إيران. عدد سكان هذه القرية هو 519 في سنة 2006.